# Вансович, Николай Григорьевич
Николай Григорьевич Вансович (1790—1861) — генерал-лейтенант, военный инженер.

## Биография
Происходил из дворян Смоленской губернии, родился 20 сентября (1 октября) 1790 года. Его брат, Александр, был полковником в отставке.
На службу вступил из пансионеров Горного кадетского корпуса юнкером в Инженерный корпус 26 октября 1806 года.
Был произведён в подпоручики 24 июня 1809 года с назначением в 1-й Пионерный полк; 23 декабря 1810 года переведён во 2-й пионерный полк, а 15 мая 1811 года возвращён в 1-й пионерный полк, где 13 апреля 1812 года был произведён в поручики. Принимал участие в отражении нашествия Наполеона в Россию (за отличие награждён орденом Св. Анны 4-й степени) и последующем Заграничном походе 1813 года; 17 февраля 1813 года за отличие переведён в Лейб-гвардии сапёрный батальон с назначением адъютантом к инженер-генералу Опперману, а 11 марта того же года был произведён в штабс-капитаны. За отличие в Битве народов под Лейпцигом Вансович был награждён орденом Св. Анны 2-й степени, в реляции было сказано:

Находившийся в Польской армии Адъютантом Инженер-Генерал-Лейтенанта Оппермана — Октября 6-го, в генеральном сражении под городом Лейпцигом, и 7-го числа — при занятии оного города, посылан был с нужнейшими приказаниями в опаснейшие места, так что вокруг него немалое число сотоварищей было убитых и раненых, однакож все приказания доставлял с отличным мужеством и расторопностью.
26 ноября 1816 года Вансович был произведён в капитаны и 17 января 1819 года в полковники, с переводом в Инженерный корпус.
С 21 июня 1822 года был вице-директором Инженерного департамента; 6 декабря 1827 года произведён в генерал-майоры. С 1 сентября 1836 года — член Общего присутствия Инженерного департамента, заведовал строительством крепостей; 16 апреля 1841 года произведён в генерал-лейтенанты.
Умер 27 мая (8 июня) 1861 года в Санкт-Петербурге, похоронен на Волковом православном кладбище.

### Семья
Жена — Софья Богдановна (?—17.05.1875). Их дети:
- Афанасий  (1815—1892), инженер-генерал, участник Кавказской войны.
- Вера (27.10.1830[2]—07.04.1875)
- Дмитрий (1839 — после 1901), генерал-майор, участник русско-турецкой войны 1877—1878 годов).

## Награды
Среди прочих наград Вансович имел ордена Св. Георгия 4-й степени (3 декабря 1834 года, за беспорочную выслугу 25 лет в офицерских чинах, № 4914 по кавалерскому списку Григоровича — Степанова), Св. Станислава 1-й степени, Св. Анны 1-й степени, Св. Владимира 3-й и 2-й степеней, Белого орла.